# Urszula Łętocha
Urszula Łętocha (* 15. Januar 1994) ist eine ehemalige polnische Skilangläuferin. 

## Werdegang
Łętocha, die für den LKS Markam Wiśniowa Osieczany startete, nahm im Dezember 2010 in Horní Mísečky erstmals am Slavic-Cup teil und belegte dabei den 32. Platz über 5 km klassisch und den 31. Rang über 10 km Freistil. Bei den Nordischen Junioren-Skiweltmeisterschaften 2011 in Otepää kam sie auf den 59. Platz über 5 km Freistil und auf den 14. Rang mit der Staffel und beim Europäischen Olympischen Winter-Jugendfestival 2011 in Liberec auf den 43. Platz im Sprint, auf den 40. Rang über 7,5 km klassisch und auf den 34. Platz über 5 km Freistil. Im folgenden Jahr lief sie bei den Olympischen Jugend-Winterspielen in Innsbruck auf den 23. Platz im Sprint, auf den 18. Rang in der Mixed-Staffel und auf den 16. Platz über 5 km klassisch und bei den Nordischen Junioren-Skiweltmeisterschaften in Erzurum auf den 49. Platz im Skiathlon, auf den 37. Rang im Sprint und auf den 36. Platz über 5 km klassisch. Bei den Nordischen Junioren-Skiweltmeisterschaften 2013 in Liberec belegte sie den 62. Platz im Skiathlon, den 61. Rang im Sprint und den 59. Platz über 5 km Freistil und bei den Nordischen Junioren-Skiweltmeisterschaften 2014 im Fleimstal jeweils den 49. Platz im Sprint und im Skiathlon und den 48. Rang über 5 km klassisch. Im Januar 2014 absolvierte sie in Szklarska Poręba ihre ersten Weltcuprennen, die sie auf dem 52. Platz im Sprint und auf dem 41. Rang im 10-km-Massenstartrennen beendete. 
In der Saison 2014/15 erreichte Łętocha in Nové Město na Moravě mit dem dritten Platz im Sprint ihre erste Podestplatzierung im Slavic-Cup. Bei der Winter-Universiade 2015 in Štrbské Pleso kam sie auf den 27. Platz über 5 km klassisch und auf den 16. Rang im Sprint und bei den U23-Weltmeisterschaften 2015 in Almaty auf den 35. Platz über 10 km Freistil, auf den 32. Rang im Skiathlon und auf den 27. Platz im Sprint. In der Saison 2015/16 errang sie beim Slavic-Cup in Štrbské Pleso den dritten Platz im Sprint und den zweiten Platz über 5 km klassisch und bei den U23-Weltmeisterschaften 2016 in Râșnov den 33. Platz über 10 km klassisch, den 29. Platz über 10 km Freistil und den 24. Platz im Sprint. Nach Platz 64 bei der Lillehammer Tour zu Beginn der Saison 2016/17, kam sie im Slavic-Cup jeweils dreimal auf den zweiten und dritten Platz. Zudem holte sie drei Siege und gewann damit die Gesamtwertung des Slavic-Cups. Bei den U23-Weltmeisterschaften 2017 in Soldier Hollow lief sie auf den 37. Platz im Skiathlon, auf den 34. Rang über 10 km Freistil und auf den 31. Platz im Sprint. In der folgenden Saison erreichte sie mit drei dritten Plätzen den dritten Platz in der Gesamtwertung des Slavic-Cups. Ihre beste Platzierungen bei den Nordischen Skiweltmeisterschaften 2019 in Seefeld in Tirol waren der 47. Platz im Sprint und der 13. Rang mit der Staffel und bei der Winter-Universiade 2019 in Krasnojarsk der siebte Platz im Sprint.
Bei polnischen Meisterschaften siegte sie im Jahr 2016 über 15 km Freistil, im Teamsprint und mit der Staffel, 2018 zusammen mit Sylwia Jaśkowiec im Teamsprint und 2019 mit der Staffel und im Teamsprint.

## Siege bei Continental-Cup-Rennen
| Nr. | Datum            | Ort                | Disziplin      | Serie      |
| --- | ---------------- | ------------------ | -------------- | ---------- |
| 1.  | 18. Februar 2017 | Zakopane           | 5 km klassisch | Slavic Cup |
| 2.  | 19. Februar 2017 | Zakopane           | 10 km Freistil | Slavic Cup |
| 3.  | 25. Februar 2017 | Jablonec nad Nisou | 5 km klassisch | Slavic Cup |